# Chinkultic

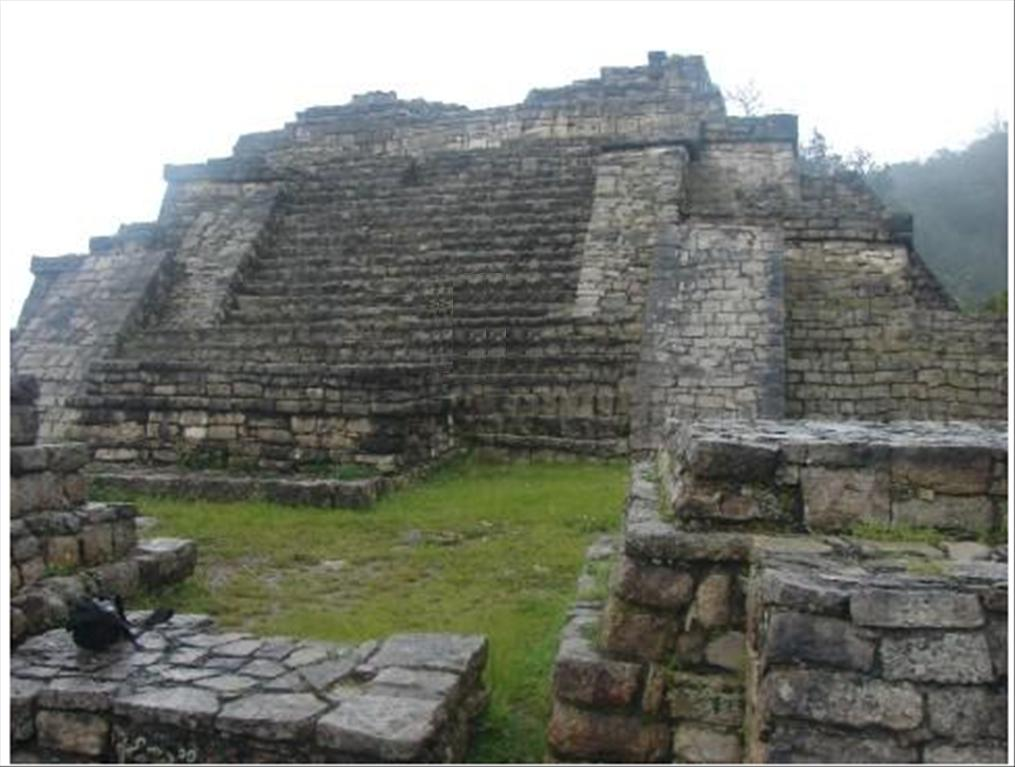
Chinkultic

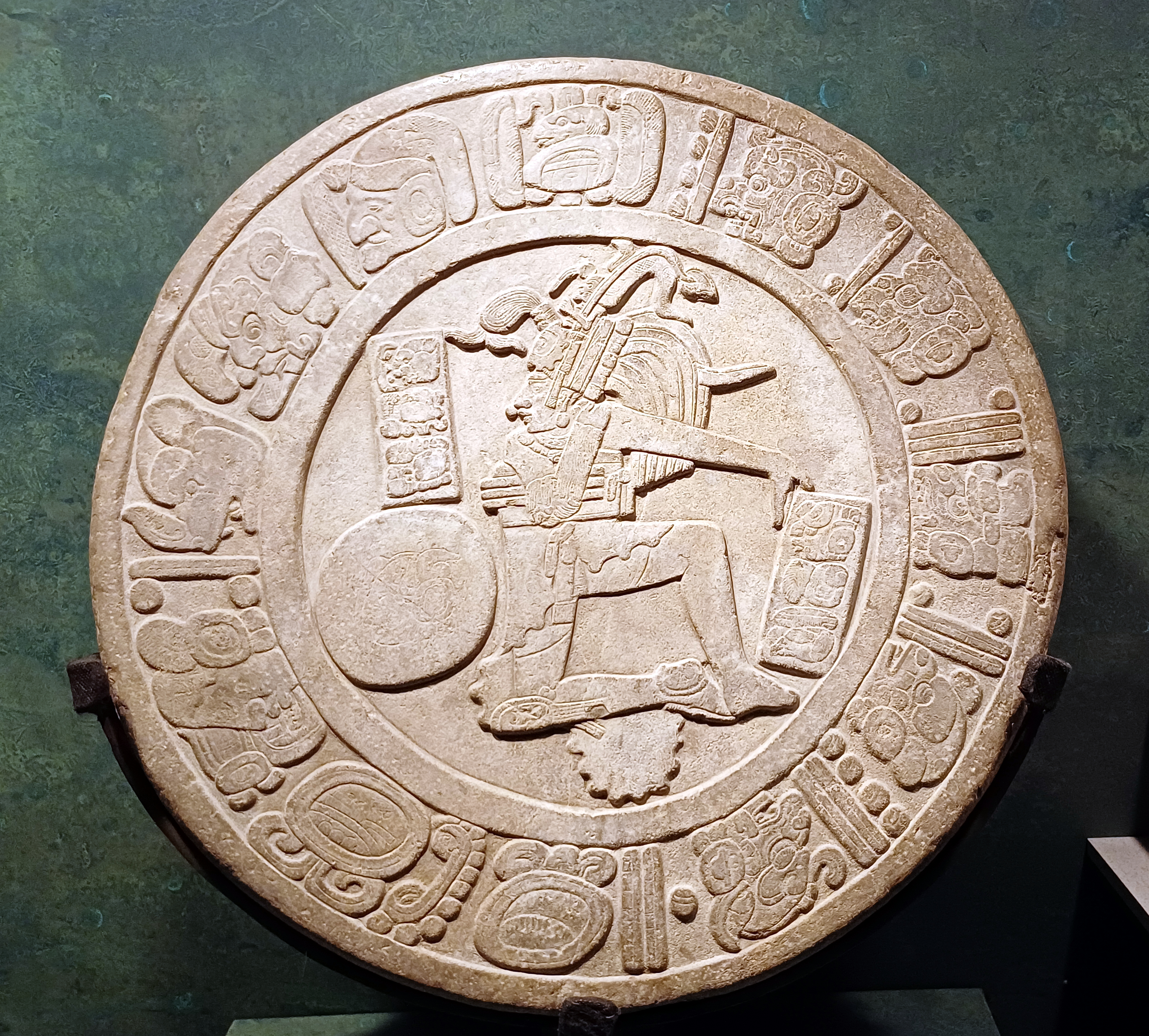
Bildsten från mesoamerikansk pelotaspelplats i Chinkultic

Chinkultic är en förcolumbiansk arkeologisk lokal i den mexikanska delstaten Chiapas. Platsen ligger omkring 56 kilometer från Comitán. Den förkolumbianska staden byggdes av mayakulturen och blomstrade under den klassiska perioden mellan 200-talet och 800-talet. De flesta skulpturerna på platsen skapades under de sista 300 åren under eran, med mayaskriftens glyfer, som dateras mellan 591 och 897. Chinkultic var bebodd fram till 1200-talet då den övergavs.
Platsen ligger inom nationalparken Lagunas de Montbello.

## Etymologi
Chinkultic på mayaspråk betyder "Trappformad cenote". Under förcolumbiansk tid var det ursprungliga namnet på den antika indianska staden, som i dag kallas Chincultik, Zapaluta (vilket på náhuatl betyder dvärgars vägar).

## Beskrivning
På platsen finns några trappstegspyramider och omkring 200 mindre byggnader, mestadels outgrävda ruinhögar. I Chinkultic finns stelar som skildrar platsens härskare. Det finns även en arena för att spela mesoamerikanskt bollspel, vilket visas av en markör från 21 maj 591.

## Arkeologiska undersökningar
Den första publicerade redogörelsen av platsen gjordes av Edward Seler i slutet av 1800-talet. En detaljerad beskrivning gjordes av Enrique Juan Palacios in 1926. De första arkeologiska undersökningarna genomfördes 1966 under ledning av Stephan F. de Borhegyi från statsmuseet i Milwaukee, Wisconsin.
Med början 1970 genomförde arkeologer på uppdrag av den mexikanska regeringen utgrävningar och restaureringar av några byggnader samt muddrade några artefakter ur platsens naturliga vattenkälla Agua Azul (blått vatten). Källan gav platsen dess namn på mayaspråk; Chinkultic betyder trappkälla.